# Pajalat
Els pajalat, també cajalate, pajalac, pajalache, pajalatam, pallalat o paxolot era un grup d'amerindis dels Estats Units que vivien a l'àrea al sud de San Antonio (Texas) abans de l'arribada dels espanyols a la regió en el segle xviii. Els pajalat parlaven una forma de coahuiltec.
A partir de 1731 els pajalat es traslladaren a la Missió de Concepción, on els membres de la tribu van compartir alternativament l'exercici del càrrec de governador i alcalde amb els tacames.